# Memoriale contro la guerra e il fascismo
Il Memoriale contro la guerra e il fascismo (in tedesco: Mahnmal gegen Krieg und Faschismus) è un'opera dello scultore austriaco Alfred Hrdlicka. Nel 1988 è stato posizionato nell'Albertinaplatz di Vienna, intitolata a Helmut Zilk nel 2009, di fronte al Palazzo dell'arciduca Albrecht e sul retro dell'Opera di Stato di Vienna. Il monumento, destinato a ricordare l'epoca più buia della storia austriaca, è dedicato a tutte le vittime della guerra e del fascismo.

## Storia
L'edificio sorge sul luogo in cui si trovava Philipphof, un grande stabile residenziale rappresentativo della Gründerzeit, distrutto da un attentato dinamitardo il 12 marzo 1945 dove furono uccise centinaia di persone che si erano rifugiate nelle cantine. Alcuni dei sepolti non poterono essere tirati fuori; solo 180 corpi furono recuperati e non fu possibile determinare il numero esatto delle vittime. L'edificio fu raso al suolo nel 1947 e non fu più riedificato.
Nel 1988 la città di Vienna eresse il Mahnmal gegen Krieg und Faschismus su iniziativa del sindaco Helmut Zilk. Lo scultore austriaco Alfred Hrdlicka fu responsabile della progettazione e dell'esecuzione dei lavori. Fu inaugurato il 24 novembre 1988.

## Il memoriale

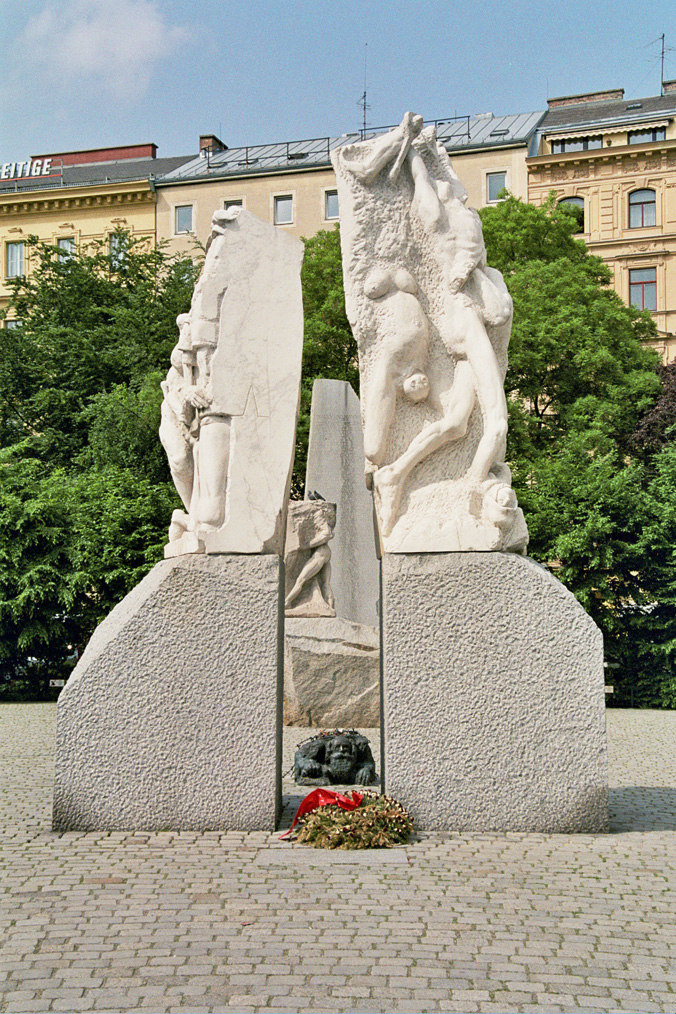
La "Porta della Violenza" con la scultura in bronzo dell'ebreo inginocchiato

Di fronte alla piazza si erge la Porta della Violenza, realizzata in granito: questo materiale è stato scelto per ricordare le migliaia di prigionieri che lo hanno trascinato sopra la scala della morte nella cava del campo di concentramento di Mauthausen. La scultura a sinistra commemora le vittime degli omicidi di massa perpetrati dai nazisti nei campi e nelle carceri, nonché i caduti della Resistenza e le vittime della persecuzione per motivi nazionali, religiosi ed etnici, per disabilità mentale o fisica o per l'orientamento sessuale. Il gruppo di figure sulla colonna del cancello di destra è dedicato alla memoria di tutte le vittime della guerra. Il corpo senza volto di una donna che partorisce simboleggia la rinascita dell'Austria dopo gli orrori della guerra.
Le prime vittime dei governanti nazionalsocialisti, insieme agli oppositori politici, furono gli ebrei. Dopo l'annessione dell'Austria al Reich tedesco il 12 marzo 1938 gli ebrei furono costretti a ripulire le strade dagli slogan filo-austriaci e anti-nazisti. La scultura in bronzo di un ebreo inginocchiato che lava le strade ricorda l'umiliazione che precedette la spietata persecuzione e l'assassinio degli ebrei subito dopo l'Anschluss.
Orfeo che entra nell'Ade, figura maschile su un blocco di marmo, ricorda le vittime delle bombe e dei sacrifici di coloro che resistettero al nazismo a rischio della vita.
Il 27 aprile 1945, quando ancora si combatteva nell'Austria occidentale, i rappresentanti dei partiti politici nuovi o ricostituiti proclamarono a Vienna la ricostituzione della Repubblica d'Austria attraverso la Dichiarazione dell'indipendenza austriaca. Alcuni estratti della Dichiarazione e i nomi dei firmatari sono immortalati sulla pietra della Repubblica. È realizzata in granito di Mauthausen della cava di Perg Trommelberg, pesa 57 tonnellate per un'altezza di 8,4 metri e rappresenta il più grande monolite mai fornito dalle cave di Mühlviertel.

## Galleria d'immagini

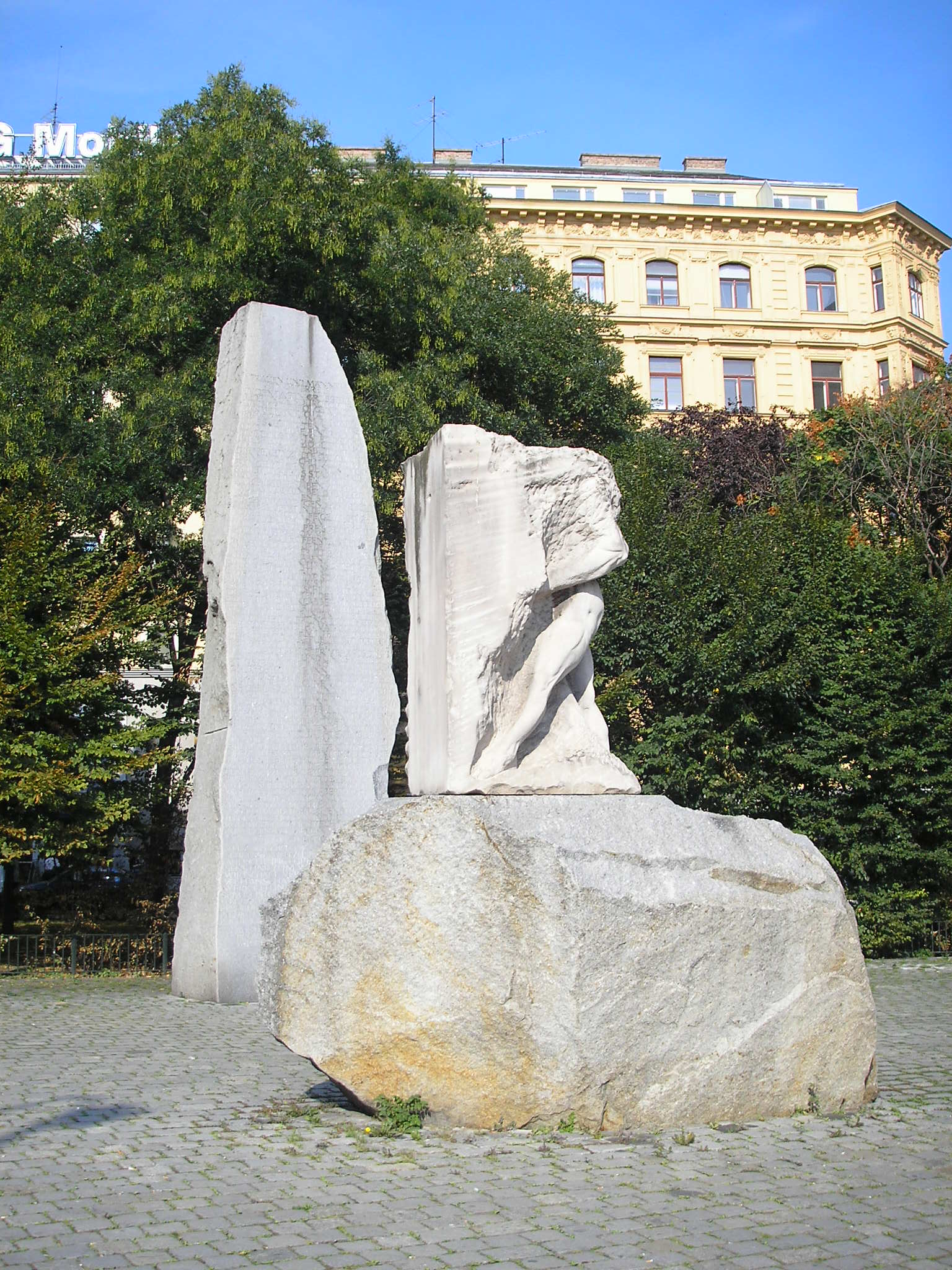
"Orfeo entra nell'Ade" con la "Pietra della Repubblica" sullo sfondo
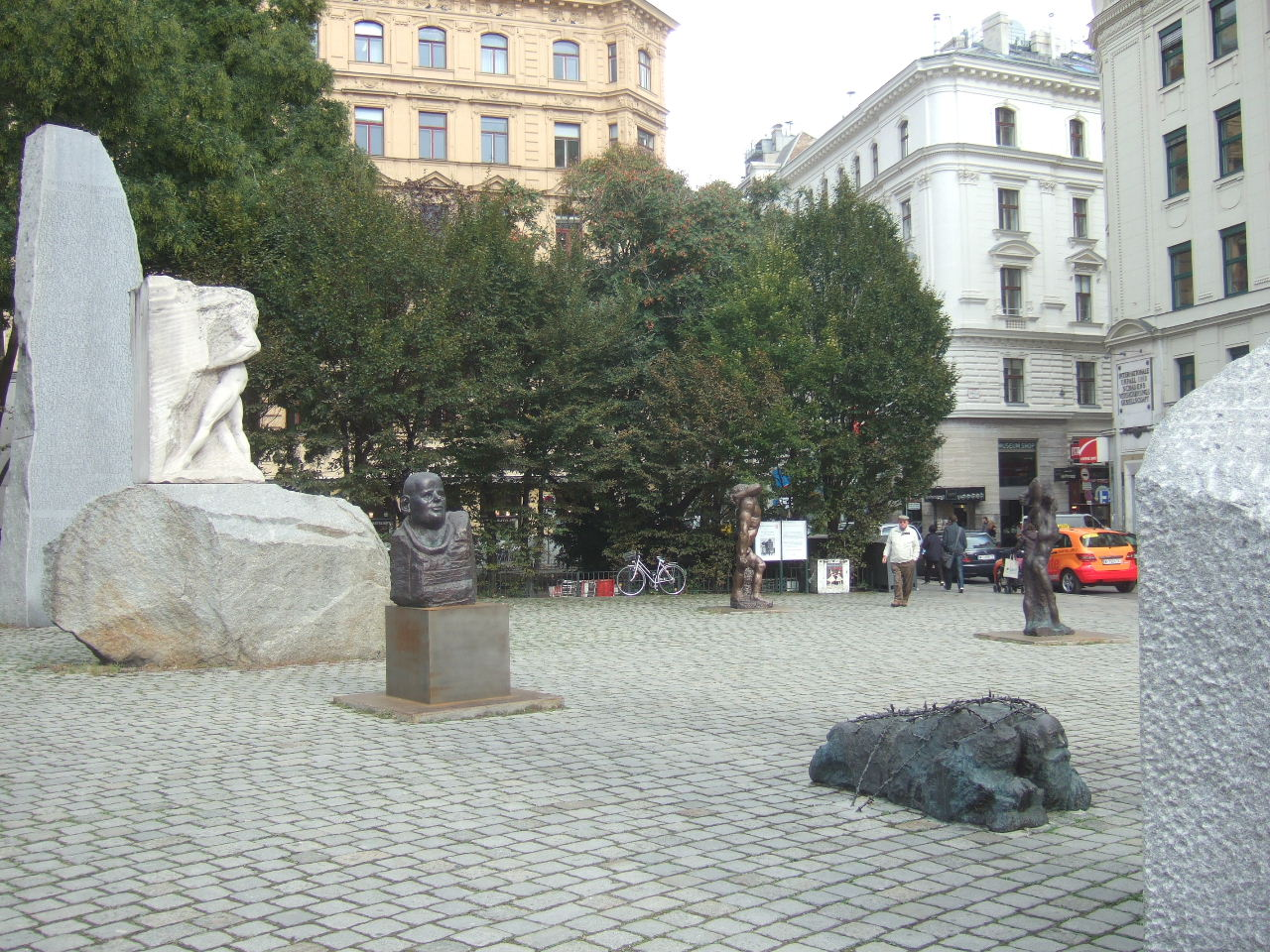
Il Memoriale nel 2009 con tre aggiunte: "Portrait Bonhoeffer"/ "Orpheus II" (dietro a sinistra)/"Orpheus I" (dietro a destra)
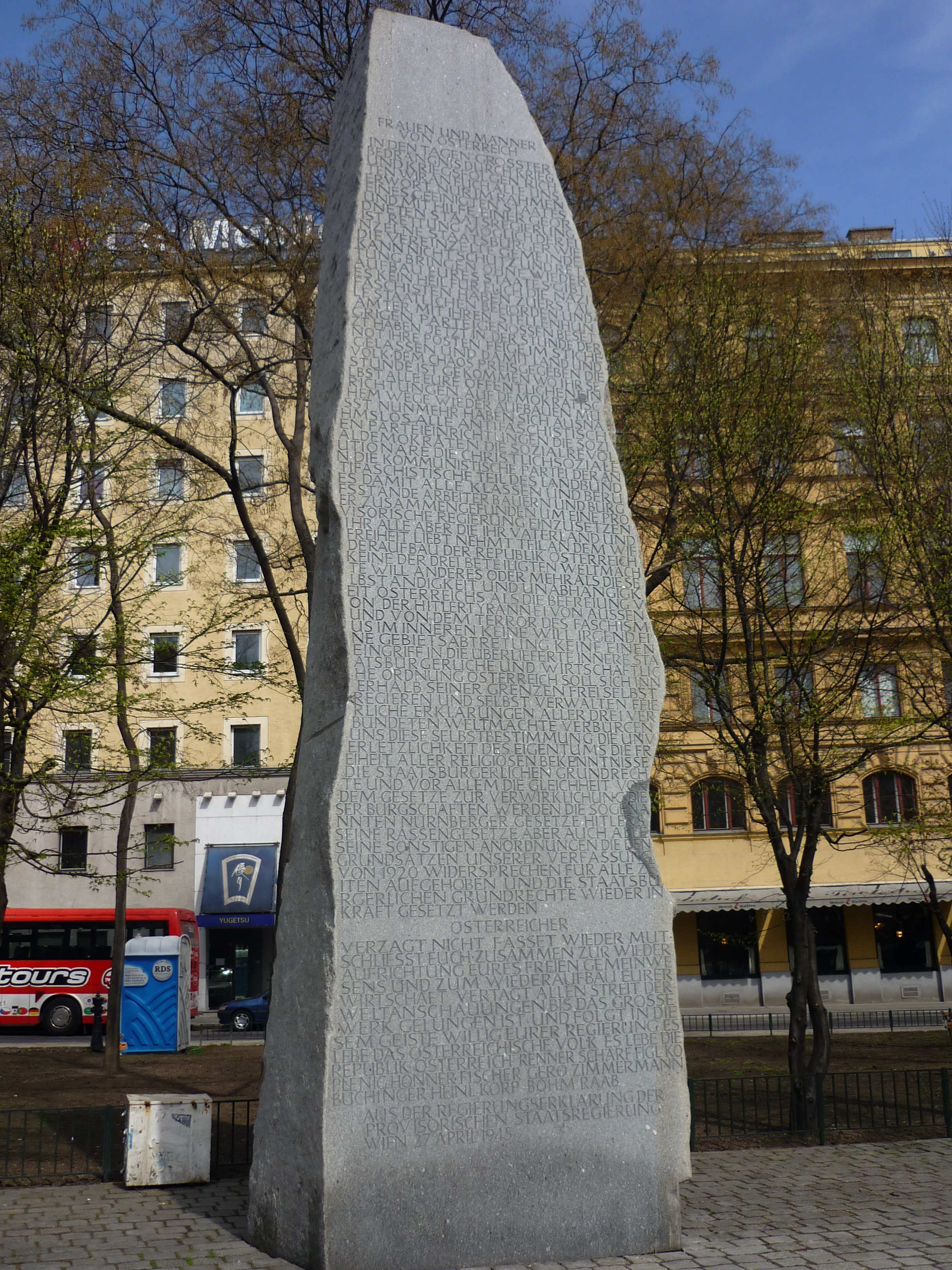
"Pietra della Repubblica"
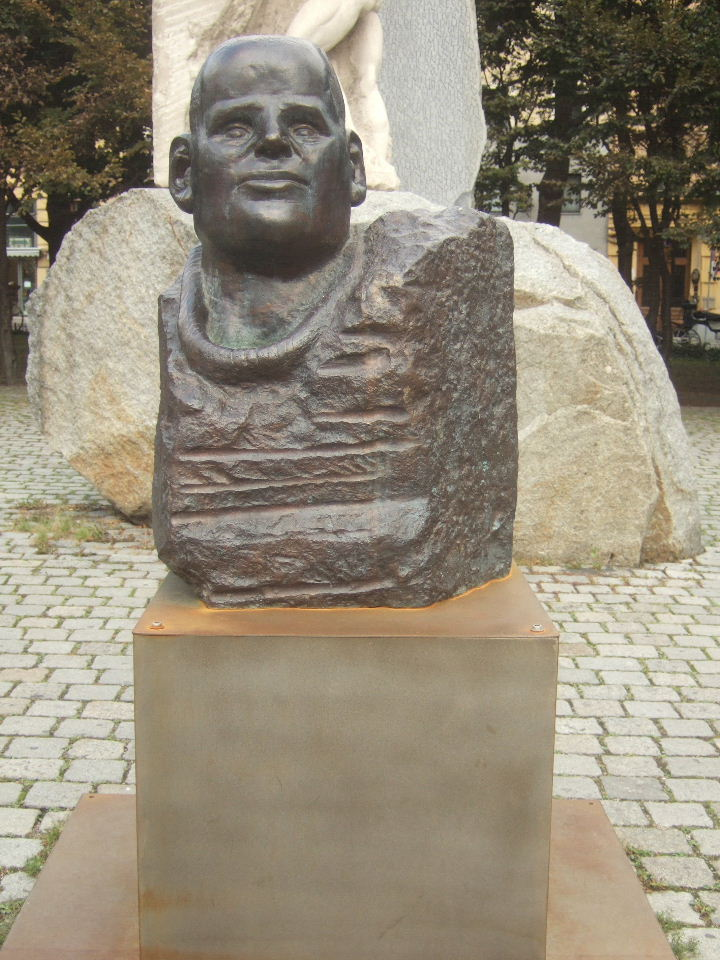
"Dietrich Bonhoeffer" (1977)
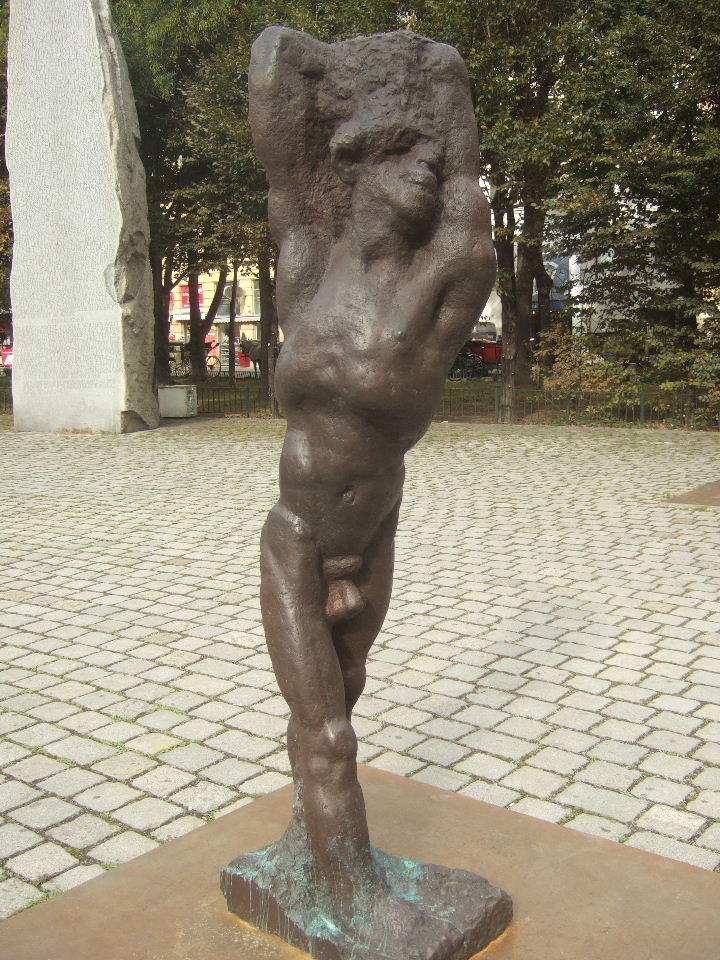
"Orpheus I" (1963)
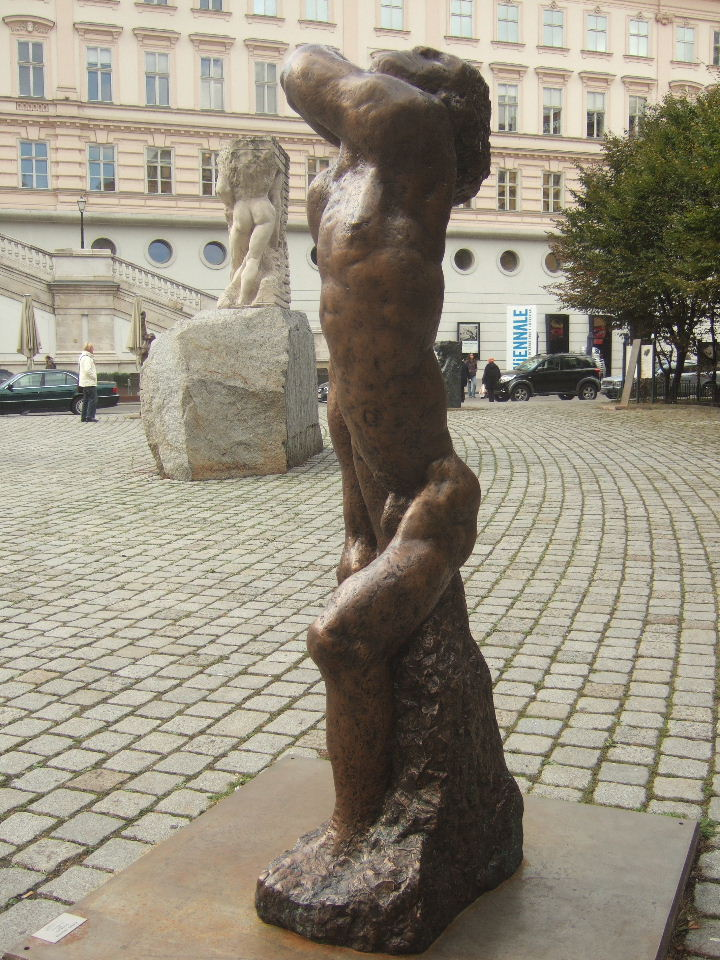
"Orpheus II" (1963)
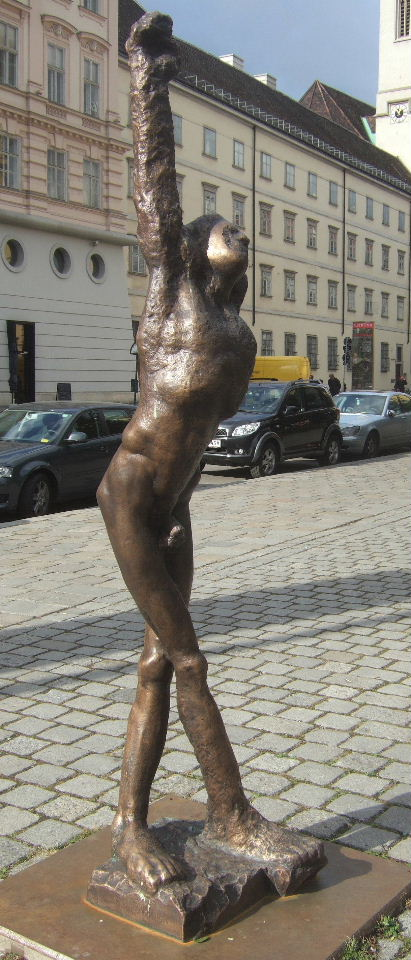
"Marsia I" (1955/57 - 1962)
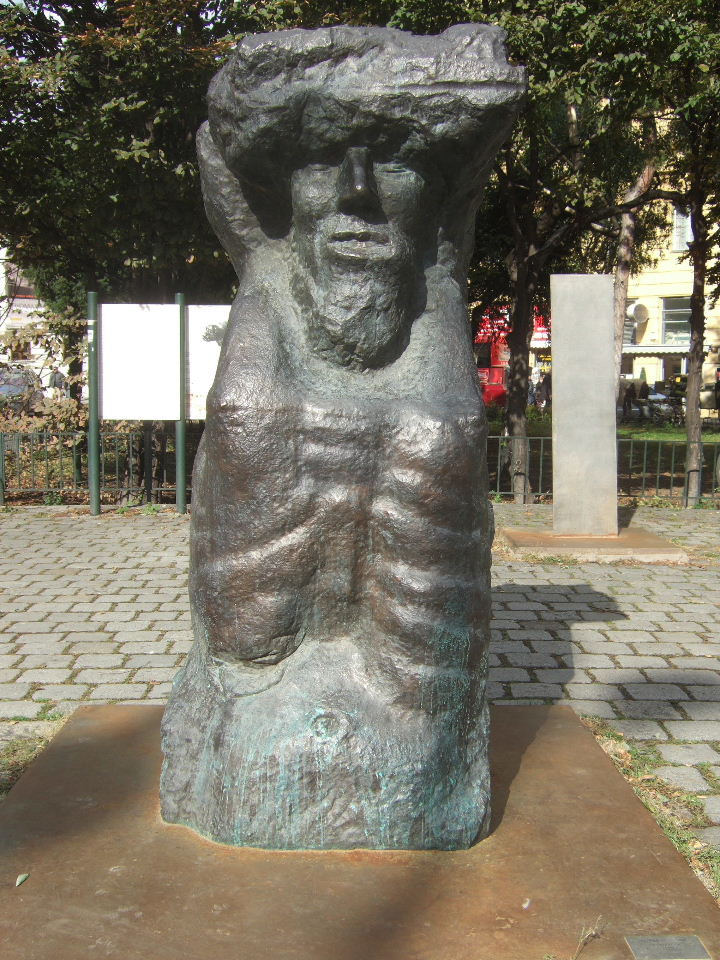
"Incarnazione" (1994 - 1996)

## Accoglienza
L'erezione del memoriale fu accompagnata da diverse critiche. Alcuni non volevano ricordare il ruolo degli austriaci nel nazionalsocialismo, altri trovarono offensiva la posizione centrale nella piazza. Fu criticato anche il termine "tutte le vittime della guerra": la scultura a destra mostra un soldato della Wehrmacht con un elmetto d'acciaio steso a terra. 
I rappresentanti delle comunità religiose israelite, come Simon Wiesenthal, promossero poi una campagna per un memoriale separato per le vittime ebree, che fu eretto a Judenplatz nel 2000.
La scultura dell'ebreo spesso non veniva riconosciuta come tale. Alcuni visitatori si sedevano sulla schiena per riposare. L'orafo e scultore Johannes Angerbauer-Goldhoff dipinse la scultura con vernice dorata in un'azione artistica, ZAHN-GOLD-ZEIT-GOLD, il 25 maggio 1990; l'esecuzione fu costantemente osservata da due poliziotti e da un detective. Successivamente l'artista fu arrestato mentre la scultura veniva portata via. Il sindaco Helmut Zilk, a cui nel 2009 fu intitolata la zona corrispondente ad Albertinaplatz, in quanto rappresentante della città di Vienna, inizialmente reagì contestando il danno alla proprietà, ma la causa contro l'artista fu sospesa il 21 gennaio 1991. Come reazione, Alfred Hrdlicka pose un filo spinato sul retro della statua per impedire l'ulteriore uso improprio da parte delle persone. Le punte verso l'alto mostrano con la loro lucentezza che la scultura è ancora usata. 
Ruth Beckermann nel marzo 2015 aggiunse un'installazione temporanea che, grazie a dei filmati privati, mostrava uno dei "punti di attrito" in cui gli ebrei viennesi furono costretti dai nazionalsocialisti viennesi nella primavera del 1938.